# Alberto Della Torre
Alberto Della Torre (Busto Arsizio, província de Varese, 8 de setembre de 1945) és un ciclista italià, ja retirat, que fou professional entre 1967 i 1975. Combinà la carretera amb el ciclisme en pista. En el seu palmarès destaca el Giro del Vèneto de 1968 i una victòria d'etapa a la Volta a Catalunya de 1969.

## Palmarès en ruta
- 1966
  - 1r al Piccolo Giro de Llombardia
  - 1r a la Milà-Bolonya
- 1968
  - 1r al Giro del Vèneto
  - 1r al Giro del Ticino
- 1969
  - 1r al Gran Premi de la Indústria i el Comerç de Prato
  - Vencedor d'una etapa a la Volta a Catalunya
- 1970
  - 1r al Tour dels quatre cantons

### Giro d'Itàlia
- 1967. 48è de la classificació general
- 1968. 56è de la classificació general
- 1969. 54è de la classificació general
- 1970. 62è de la classificació general
- 1971. 72è de la classificació general

## Palmarès en pista
- 1974
  - 1r als Sis dies de Delhi, amb Giorgio Morbiato